# ライディーン (YMOの曲)
『ライディーン』（雷電、RYDEEN）は、イエロー・マジック・オーケストラ（YMO）の2枚目のシングル曲。1980年6月21日にアルファレコードから発売された。
「テクノポリス」と並ぶYMOの代表曲として挙げられる。

## 制作
元々のタイトルは江戸後期の伝説的な力士「雷電爲右エ門」から『雷電』と表記された。坂本龍一は「『雷電』には東海道五十三次のような浮世絵のイメージがあり、浮世絵が世界に影響を与えたように、自分達の音楽も世界に影響を与えることと重ね合わせた」と発言している。また、映画『スター・ウォーズ』を黒澤明監督が撮ったらどうなるか、が発想の起点だった。その為、途中で戦闘ゲームや時代劇風の馬が走る音が入る。このことは作曲者の高橋幸宏が著作で明かしている。その後、細野晴臣が「アメリカで今『勇者ライディーン』っていうアニメがヒットしているので、『ライディーン』にしちゃおう」という発言で「ライディーン」となった。ただし『勇者ライディーン』の英語表記は『REIDEEN』であり、綴りは若干異なる。
無機的な表現とするためあえて抑制したつくりだった「テクノポリス」に対して、「ライディーン」は逆に盛り上がるように作られている。また、細野は「遊びながら、当時の自分達では作れるとは思っていなかったサウンドができ、非常に楽しいレコーディングだった」と回想している。
イントロのコードは、高橋幸宏がすでにキーボードで考えていたもので、続きの部分は坂本が聞き取ったものである。坂本はその光景をはっきりと覚えているが、高橋は覚えていないという。
メロディは、バーで高橋が鼻歌で歌っていたところを、坂本がメモに書き起こして作られたとされているが、YMOの初代マネージャーであった日笠雅水は、高橋が家でキーボードで作ってスタジオに持ってきたと明かしている。高橋によると、翌日アルファのスタジオのピアノでメロディを弾きながら坂本は「こんな音楽成立しない」という態度を全身から漂わせていたといい、坂本自身も「ドーレーミーで始まる曲などあり得ない」と考えていたとのこと。

## 録音
Aメロの音色は長年、アープ・オデッセイを使用して坂本が手弾きしたと言われていたが、藤井丈司の著書にて松武秀樹との対談においてトラックシートの表記やビブラートが掛かるタイミングと深さが同じことから、moogIIICでディレイ・ビブラートを設定し演奏していたと判明した。イントロから終始、右チャンネルから鳴っている馬の蹄はmoog IIIcにフランジャーをかけたものである。リボンコントローラーが使用されていおり、フィルインなどで音高が変わる。左チャンネルの「チッチキ チッチキ ...」というパーカッションには、ピンクノイズが使われている。
Cメロで聞かれる馬の蹄は細野が得意としていたサウンド・エフェクトで、コルグ PS-3100を使用している。
間奏のサウンド・エフェクトで聴かれる「ホワァー」という音は細野によるPS-3100、「ピュンピューン」という音は坂本によるアープ・オデッセイの音が使われている。この部分は、立体音になっている。
ドラムの飛び跳ねるようなフィルは、高橋が影響を受けたビートルズのリンゴ・スターの叩き方をまねている。

## リリース
1980年6月21日にアルファレコードより7インチレコードでリリースされた。B面の「コズミック・サーフィン」はアルバム『イエロー・マジック・オーケストラ』収録曲で、ライブ・アルバム『パブリック・プレッシャー』（1980年）からのライブテイクを収録しているが、司会者のMCを丸ごとカットして演奏開始2秒前（演奏は3秒から始まる）の歓声からフェードインで始まっている。

## ミュージック・ビデオ
本作のミュージック・ビデオはメンバー3人が演奏する姿と、キーボードを弾く手元のみを写すシーン、キーボードにエフェクトを掛けた映像、3人が銃撃戦を行うシーンとで構成されている。ミュージック・ビデオ集『COMPUTER GAME』（1983年）にVHSで初収録され、『YMO Giga Clips』（1998年）にて初DVD化された。

## メディアでの使用
- YMOのメンバーも出演していたフジカセットのCF曲「歩き篇」に採用された。
- 1982年にセガ（後のセガ・インタラクティブ）が発売したアーケードゲーム『スーパーロコモーティブ』のメインBGMで使用された。2022年発売のメガドライブ ミニ2移植版ではOMYの「RYZEEN（ライジーン）」に差し替えられている。
- 1983年にシグマが発売したアーケードゲーム『バトルクルーザーM12』で大型潜水艦登場時のテーマとして使用された。
- プロレスラーリッキー・スティムボートの日本での入場曲として使用された。
- 1991年にジブリ映画、『おもひでぽろぽろ』で背景曲として使用されている。
- 1999年にコナミ（後のコナミデジタルエンタテインメント）が発売したゲームボーイ版ゲーム『beatmania GB2 ガッチャミックス』の隠し楽曲で収録された。
- 2010年にはYMO自身が出演した『ポッキー』（江崎グリコ）のCMに使用された。
- プロ野球の読売ジャイアンツの応援団（広島にある応援団GLOVE）が広島・甲子園・九州を中心としてチャンステーマとして使用している。
- 『おもいッきりDON! 1025』の「夕刊来たDON!」コーナーのBGMに使用されている。
- 2015年に放送されたアニメ『響け!ユーフォニアム』の第5話の劇中において、主人公達が所属する北宇治高校吹奏楽部が演奏した。
- 東京ヤクルトスワローズに所属するスコット・マクガフ投手が2021年から登場曲として使用している[注 3]。
- 『太陽戦隊サンバルカン』第15話でへドリアン女王とその手下のゼロガールズがこの曲をバックにレオタード姿でダンスを披露する描写がある。
- 2025年に早川千絵の映画 『ルノワール』でのキャンプファイヤーのシーンにて使用された。

## カバー
- 1988年、インディーズユニットであった空手バカボンが「来たるべき世界」というタイトルで事実上のカバー[14]。しかし当時ナゴムレコードから発売された『バカボンの頭脳改革 -残酷お子供地獄-』『空手バカボン ベスト』のクレジットでは作詞・大槻KENZI（大槻ケンヂ）、作曲・空手バカボンというクレジットになっている。2005年に発売された『空手バカボン ナゴムコレクション』には、著作権者からの使用許可が下りなかったため収録されていない[15]。
  - 2015年、高橋がキュレーターを務める音楽フェスティバル「ワールド・ハピネス」に筋肉少女帯が出演した際、「＜ワーハピ＞さんの粋な計らいによって」（大槻）[16]「来たるべき世界」が演奏された[17]。
- 1991年、森丘祥子がアルバム『夢で逢えたら』で歌詞をつけてカバー（作詞は小西康陽）。
- 1991年、松武秀樹のロジック・システムのアルバム「To・Gen・Kyo」にて中国語歌詞付きでカバー。
- 1997年、Balanescu Quartetがアルバム『East meets East』でカバー。
- 2000年、THE HONG KONG KNIFEがシングル『LOVE ME』の4曲目でロックアレンジでカバーしている。
- 2004年、『TRIBUTE TO YMO』でLOW IQ 01がカバーした。
- 2004年、清心がアルバム『清心』で「RYDEEN（マンドリン＆ヴォーカルバージョン）」として歌詞をつけてカバー。
- 2005年、aminが「雷電」というタイトルで歌詞をつけてカバーしている。
- 2007年、キリン ラガービールのCMにて、この曲のセルフカバーに当たる「RYDEEN 79/07」が新たに録音された。当初ネット配信のみで、ネット配信時の名義は「YMO」の略称ではなくカタカナ表記の「イエロー・マジック・オーケストラ」だった。2007年8月22日にYellow Magic Orchestra名義でCD化された。カップリングはHASYMO名義の『RESCUE』。
- 2010年、monobrightがシングル『雨にうたえば（初回版）』でカバーしている。
- 2010年、yes, mama ok?がアルバム『CEO -10th Anniversary Deluxe Edition-』のDisc 2でドラム叩き語りカバーしている。
- 2011年、渡辺香津美がアルバム『TRICOROLL』でカバーしている。
- 2013年、Sensationがアルバム『Sensation II』でカバー。
- 2014年、E-girlsのアルバム『COLORFUL POP』にリード曲として、同曲をサンプリングし歌詞とボーカルをつけた「RYDEEN 〜Dance All Night〜」が収録。
- 2015年、フレッシュマン・ウインド・アンサンブル（洗足学園音楽大学の1年生で編成されたバンド）がテレビアニメ『響け!ユーフォニアム』の劇中曲としてカバー[注 4]。同作のサウンドトラック・アルバムに収録[注 5]。
- 2016年、竜馬四重奏がアルバム『Neo Zipang』（7月27日リリース）のDisc2でカバーしている。
- 2023年、『D4DJ Groovy Mix』収録曲としてカバー[注 6]。

## シングル収録曲
| 全編曲: イエロー・マジック・オーケストラ。 |                                            |      |              |      |
| #                                          | タイトル                                   | 作詞 | 作曲         | 時間 |
| 1.                                         | 「ライディーン」(RYDEEN)                   |      | 高橋ユキヒロ | 4:25 |
| 2.                                         | 「コズミック・サーフィン」(COSMIC SURFIN') |      | 細野晴臣     | 3:51 |

## リリース履歴
| No. | 日付          | 国名     | レーベル         | 規格    | 規格品番  | 最高順位 | 備考                                                                     |
| --- | ------------- | -------- | ---------------- | ------- | --------- | -------- | ------------------------------------------------------------------------ |
| 1   | 1980年6月21日 | 日本     | アルファレコード | 7インチ | ALR-701   | 15位     |                                                                          |
| 2   | 1982年        | イギリス | アルファレコード | 7インチ | ALFA 2145 |          |                                                                          |
| 3   | 1993年7月21日 | 日本     | アルファレコード | 7インチ | ALKA-2    | -        | 『YMO ANALOG SINGLE BOX』収録                                            |
| 4   | 1993年9月21日 | 日本     | アルファレコード | CD      | ALDA-92   | -        | 『CUBIC - YMO CD Single BOX』収録                                        |
| 5   | 2003年        | 日本     | アルファレコード | CD      | AR-GO13   | -        | タイムスリップグリコ「青春のメロディー」付録 「ライディーン」1曲のみ収録 |

## 収録アルバム
- ベストアルバム
  - X∞Multiplies（1980年）
  - シールド（1984年）
  - ハイテック・ノークライム（1992年）（リミックスアルバム）
  - テクノ・バイブル（1992年）
  - YMO GO HOME!（1999年）
  - UC YMO（2003年）

- ライブアルバム
  - パブリック・プレッシャー（1980年）
  - アフター・サーヴィス（1984年）
  - フェイカー・ホリック（1991年）
  - コンプリート・サーヴィス（1992年）
  - ライヴ・アット・武道館1980（1993年）
  - ワールド・ツアー1980（1996年）
  - ライヴ・アット・グリークシアター1979（1997年）
  - ONE MORE YMO（2000年）

- オムニバスアルバム
  - クライマック80’ｓYELLOW (2008年)